# Пожежний тягач C4P

Пожежний тягач фірми "Унія стражацька"

Пожежний тягач C4P був виготовлений для потреб пожежної охорони Львова.

## Історія
На основі ліцензійної угоди з 21 вересня 1932 року поміж Державними Закладами Інженерії (Państwowe Zakłady Inżynierii) та італійською фірмою Фіат у Польщі розпочали випуск 2,5 тонних вантажівок Фіат 621 L. На його основі 1934 р. у Варшаві розпочали збирати напівгусеничний тягач С4Р з підвіскою аналогічною до зразків системи Кегрессе французької фірми «Сітроен». Тягач Polski Fiat C4P/621L масою 4,8 т міг буксирувати причіп вагою 2,4 т. Пізніше на них встановлювали гумово-металеву гусеничну стрічку конструкції інженера Бялковського. Загалом до 1939 р. зібрали 400 тягачів.

## Технічні дані вантажівки Фіат 621 L
- Двигун - типу Fiat 122B, карбюраторний, 6-циліндровий, рядовий з водяним охолодженням, об'ємом 2952 cm³, потужністю 46 к. с.
- Циліндри діаметром 78 мм і ходом 103 мм.
- Зчеплення сухе, багатодискове
- Підвіска - передня на півелептичних ресорах з гідравлічними амортизаторами

- підвіска задня з півелептичними ресорами, гумовими демпферами
- Гальма - механічні, барабанні з приводом на колеса, ручне гальмо з приводом на привідний вал
- Колеса - шини Stomil 9,00 x 20"
- Габарити - довжина 5780 мм, ширина 2070 мм, висота 2620 мм.
- Колісна база 3650 мм
- Маса шасі 1655 кг, автомобіля 2350 кг
- Максимальна швидкість 50-55 км/год
- Витрати палива 24-25 л/100 км

## Пожежний тягач
1 квітня 1931 р. до міста Львова було долучено декілька приміських селищ — Клепарів, Замарстинів, Мале Голоско, Старе і Нове Знесіння, Кульпарків, Сигнівка, Левандівка, Кривчиці, Козельники, де переважали ґрунтові дороги на схилах до 40°, що у весняно-осінніх умовах могло становити реальну перешкоду для наявних у місті колісних пожежних автомобілів. Тому львівська фірма «Унія стражацька» (Unia Strażacka) з ініціативи начальника корпусу пожежників Львова Юзефа Мілєвського спроектувала пожежний автомобіль на шасі тягача Polski Fiat C4P/621L. Єдиний екземпляр колесно-гусеничного тягача C4P з відкритою кабіною було виготовлено 1936 року для львівської пожежної команди. Нерухомо закріплені ведучі колеса гусеничного приводу знаходились за кабіною водія. На підресореній балці гусеничного приводу містились два опорні котки, коток лінивець, один підтримуючий коток. На відміну від системи, застосованої фірмою «Сітроен», парні малі опорні котки були замінені одним великим, що спрощувало конструкцію, але робило хід менш плавним.
Відносно серійного тягача він мав скорочену і посилену раму, виготовлену з сталевого профілю. Залізні листи корпусу кріпились між собою за допомогою зварювання. Каркас сидінь пожежників був виготовлений з дерева. Крім 8-ступінчастої коробки передач було застосовано тереновий редуктор, що дозволяв пересуватись на важкому ґрунті з швидкістю 3 км/год. Максимальна швидкість тягача сягала 45 км/год. Привід ведучого колеса гусениці здійснювався від задньої осі автомобіля. Тягач комплектувався переносною мотопомпою «Леополія». Водяний резервуар мав об'єм 600 л, а бак для піноутворювача 50 л . На двох задніх котушках знаходилось 150 м пожежних рукавів. Ще 180 м згорнутих в бухти рукавів розміщувалось під бічним сидінням пожежників. Під іншим розміщувалось чотири всмоктувальні рукави.
Під сидінням водія знаходились ломи, сокири, котушка з кабелем до прожектора. В комплект тягача крім того входили гідрант, вогнегасник, гідронетка з ручною помпою, розгалуження, декілька пожежних стволів водяних і пінних, переносний прожектор. Вгорі розміщувались драбини — висувна, приставна та багор. Екіпаж складався з восьми осіб — командира, водія, шести пожежників.
Доля тягача після початку 2-ї світової війни у вересні 1939 р. невідома. У музеї Головного управління МНС України в Львівській області знаходиться макет автомобіля.

## Галерея

Автомобіль "Сітроен" з системою Кегрессе
Тягач Polski Fiat C4P621L. з відкритою кабіною
Санітарний автомобіль на базі Polski Fiat C4P621L
Пожежний тягач фірми "Унія стражацька"
Рекламний проспект мотопомпи «Леополія»
Макет пожежного тягача. Автор Качор І. В.